# Henri Damme
Henri Damme (* 31. März 1936 in Luxemburg) ist ein ehemaliger luxemburgischer Fußballspieler.

## Karriere

### Verein
Damme spielte auf Vereinsebene für die Red Boys Differdingen, mit denen er 1958 im Finale um den luxemburgischen Pokal den US Düdelingen mit 3:1 bezwang. Drei Jahre zuvor unterlag er, ebenfalls in Reihen der Differdinger stehend, noch im Endspiel dieses Wettbewerbs gegen CS Fola Esch. 1970 absolvierte er ein weiteres Finale um den Pokal der Luxemburger. Wiederum gehörte er dabei zum Team Differdingens, das sich mit 0:1 Union Luxemburg geschlagen geben musste. Zudem war er zwischenzeitlich für CS Fola Esch aktiv.

### Nationalmannschaft
Am 9. März 1961 stand er beim Freundschaftsspiel der luxemburgischen Fußballnationalmannschaft gegen die belgische B-Auswahl (0:3) in der Startelf. Es blieb sein einziges Länderspiel.

### Erfolge
- Luxemburger Pokalsieger 1958